# Viscosímetro
O viscosímetro, também chamado de viscómetro (português europeu) ou viscômetro (português brasileiro), é um equipamento utilizado para medir a viscosidade dos fluidos, que é a resistência ao movimento ou à deformação. A viscosidade resulta do atrito entre camadas de um fluido que se movem em velocidades diferentes. Fluidos como mel e óleo têm alta viscosidade, enquanto água e álcool têm baixa viscosidade.
Em geral, ou o fluido permanece estacionário e o objeto se move dentro dele, ou o objeto é estacionário e o fluido passa por ele. O arrasto causado pelo movimento relativo entre o fluido e a superfície é utilizado para calcular a medida da viscosidade. Os viscosímetros são usados para medir a viscosidade sob uma condição de fluxo fixa, o que os torna ideais para a medição em fluidos que mantêm uma relação linear entre tensão e deformação, chamados fluidos newtonianos. No entanto, fluidos não newtonianos não mantêm essa relação linear e podem ter viscosidades que variam com a tensão de cisalhamento ou a taxa de deformação. Para medir esses fluidos, reômetros são mais indicados, pois são capazes de medir a viscosidade sob condições de fluxo variadas, adaptando-se a diferentes taxas de deformação ou tensões aplicadas ao fluido.
O número de Reynolds é uma medida usada para identificar se o fluxo do fluido é laminar ou turbulento. Para obter medições precisas com viscosímetros, é essencial que o número de Reynolds seja suficientemente baixo para assegurar um fluxo laminar, no qual as camadas do fluido deslizam suavemente umas sobre as outras sem turbulência. Se o fluxo for turbulento, a agitação excessiva do fluido pode resultar em leituras imprecisas.
Para a calibração de viscosímetros, a água é um padrão comum por ser bem conhecida e estável. A 20 °C, sua viscosidade dinâmica é de 1,002 mPa·s e sua viscosidade cinemática (que é a razão da viscosidade pela densidade) é 1,0038 mm²/s, ambas no Sistema Internacional. Outras unidades comumente utilizadas são o poise para a viscosidade dinâmica (1 P equivale a 0,1 Pa·s), e o stokes para a viscosidade cinemática (1 St = 0,0001 m²/s).

## Aplicações
Os viscosímetros são utilizados tanto na pesquisa quanto na indústria. Algumas de suas aplicações são:
- Controle de qualidade de matérias-primas utilizadas no processamento de alimentos e análise de consistência de produtos alimentícios;[4]
- Controle de qualidade de óleos lubrificantes de máquinas de grande porte e de motores de combustão;[4]
- Controle de reações de polimerização;
- Previsão do comportamento de fluidos (sua aderência e tempo de permanência) em superfícies.[5]

## Viscosímetros em tubo U

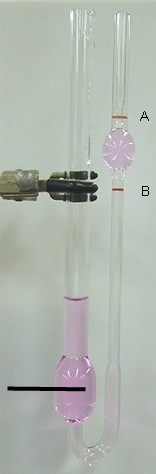
Viscosímetros Ostwald medem a viscosidade de um fluido com uma densidade conhecida

São também conhecidos como viscosímetros capilares de vidro ou viscosímetros Ostwald.
Este método clássico consiste na medida do tempo que um fluido leva para passar por um capilar. É utilizado como medidor padrão da viscosidade da água e, mais genericamente, da viscosidade de fluidos newtonianos. Em condições ideais pode chegar a uma precisão de cerca de 0,1%.
Em um braço do U há uma seção vertical com perfuração estreita precisa (o capilar). Acima disso há um bulbo, e no outro braço do U há um bulbo em um nível mais baixo que o primeiro. Quando em uso, o fluido é puxado para o bulbo mais alto por sucção, e então deixado fluir até o bulbo mais baixo através do capilar. Duas marcas (uma acima e uma abaixo do bulbo mais alto) indicam um volume conhecido. O tempo levado para o nível do fluido passar entre as duas marcas é proporcional à viscosidade cinemática. A maioria das unidades comerciais são fornecidas com um fator de conversão ou podem ser calibradas com um fluido cujas propriedades são bem conhecidas. É medido o tempo requerido para o fluido teste fluir pelo capilar de diâmetro conhecido entre as duas marcas de um viscosímetro de fator de conversão conhecido. Multiplicando o tempo requerido pelo fator do viscosímetro, obtém-se a viscosidade cinemática.
Tais viscosímetros podem ser classificados como de fluxo direto ou de fluxo reverso. Viscosímetros de fluxo reverso possuem o reservatório acima das marcas e os de fluxo direto são aqueles com o reservatório abaixo das marcas. Estas classificações existem para que o nível possa ser determinado mesmo quando líquidos opacos ou com corantes são utilizados, pois senão o fluido cobriria as marcações e tornaria impossível a medida do tempo em que o seu nível passa a marca.
Sua utilização não é adequada para fluidos de alta viscosidade ou fluidos contendo partículas sólidas. Não se pode utilizá-los para medição de viscosidade de fluidos não-newtonianos.

## Viscosímetros de esfera em queda

Esquematização da esfera em queda no fluido viscoso.

Este tipo de viscosímetro se baseia na lei de Stokes. O líquido permanece estacionário em um tubo vertical de vidro. Para determinação da viscosidade dinâmica do fluido, uma esfera de tamanho e densidade conhecidos é deixada descer sob a força da gravidade através do líquido estacionário em que se deseja conhecer a viscosidade. A esfera ao atingir uma velocidade constante dentro do fluido em determinado instante de tempo, atinge a velocidade terminal (também chamada de velocidade limite), que pode ser medida através do tempo que a esfera leva ao passar por duas marcas no tubo, na altura onde é dado o começo da queda da esfera (início da queda) e a altura final na extremidade inferior do tubo. Sensores eletrônicos podem ser utilizados para fluidos opacos. Conhecendo-se a velocidade terminal, tamanho e densidade da esfera, e a densidade do líquido, a lei de Stokes pode ser utilizada para calcular a viscosidade do fluido. Uma série de esferas de aço de diferentes diâmetros são normalmente utilizadas para melhorar a acurácia do cálculo em experimentos clássicos.
Em 1851, George Gabriel Stokes derivou uma expressão para a força de atrito (força de arrasto) exercida em objetos esféricos com baixos números de Reynolds (por exemplo, partículas muito pequenas) em um fluido viscoso contínuo através da modificação do pequeno limite de massa do fluido das equações gerais de Navier-Stokes que descrevem o escoamento de fluidos. A lei de Stokes afirma que o movimento do objeto no fluido viscosos é influenciado pela ação de resistência do fluido ou força de arrasto Fd, relaciona as forças viscosas com a velocidade do corpo, como apresentado abaixo.
{\displaystyle F_{d}=6\pi r\eta v\,}

Onde:
- {\displaystyle F_{d}} é a força de arrasto [N];
- {\displaystyle r} é o raio do objeto esférico [m];
- {\displaystyle \eta } é a viscosidade absoluta do fluido (viscosidade dinâmica) [N.s.m-2];
- {\displaystyle v} é a velocidade de queda da esfera [m.s-1].

Essa lei é somente válida para um fluido viscoso em regime laminar, no qual as partículas do fluido devido ao escoamento se deslocam como laminas individualizadas. Se a partícula está em queda no fluido viscoso,  inicialmente a sua velocidade é zero, mas com o passar do tempo a força resultante agindo sobre ela a acelera, devido a gravidade, então uma velocidade terminal é alcançada quando a força de arrasto Fd (força devido a resistência do fluido ao movimento da partícula) combinada com o empuxo E que anulam a força gravitacional Fg. A velocidade terminal resultante é representada por:
{\displaystyle V_{s}={\frac {2}{9}}{\frac {r^{2}g(\rho _{p}-\rho _{f})}{\mu }}}

Onde:
- Vs é a velocidade terminal da partícula [m.s-1] (vertical para baixo se {\displaystyle \rho _{p}>\rho _{f}}, e vertical para cima se {\displaystyle \rho _{p}<\rho _{f}});
- {\displaystyle r} é o raio de Stokes da partícula [m];
- g é a aceleração da gravidade [m.s -2];
- ρp é a densidade da partícula [kg.m-3];
- ρf é a densidade do fluido [kg.m-3];
- {\displaystyle \mu } é a viscosidade dinâmica do fluido [N.s.m-2].

Note que um fluxo de Stokes é assumido, para que o número de Reynolds seja baixo.
Um fator limitante na validade deste resultado é a dureza da esfera utilizada.
A técnica é utilizada industrialmente para checar a viscosidade dinâmica de fluidos utilizados nos processos, tais como diversos tipos de óleos, polímeros líquidos e muito utilizado na área farmacêutica e alimentícia (determinação da viscosidade da glicerina).
Levando em consideração que a glicerina (ou glicerol) tem grande importância por conta do aumento na produção do biodiesel. Em que a glicerina é um subproduto formado na produção desse biocombustível, tal fato provocou aumento da produção do volume do glicerol em excesso, levando ao descarte inadequado e novas formas de utilização estão sendo pesquisadas, sendo necessário ocorrer um tratamento nesse subproduto para que seja alcançado um determinado valor agregado ao se ter uma glicerina de alto grau de pureza.
Devido a essa necessidade da utilização da glicerina em diversas aplicações, é muito importante a determinação da viscosidade do fluído, a viscosidade pode afetar tanto as características desejadas do produto final, como por exemplo a formulação de produtos farmacêuticos e a consistência desejada do produto em aplicações culinárias.

Uma modificação do viscosímetro de esfera em queda é o viscosímetro de bola rolante, que marca o tempo de uma bola rolando em um plano inclinado enquanto imersa no fluido teste.

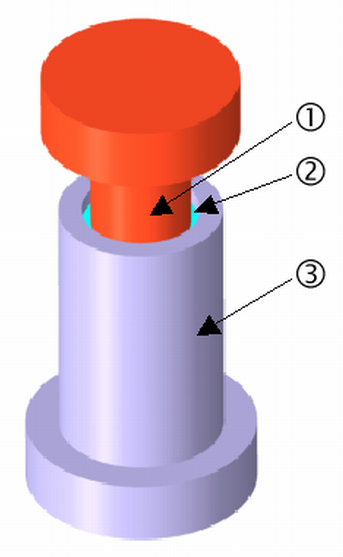
Esquemático de viscosímetro de Couette: 1-Cilindro girante; 2-Fluido; 3-Parede externa

## Viscosímetros de rotação
Os viscosímetros de rotação do tipo Brookfield ou Lamy Rheology são constituídos por um elemento rotante de forma cilíndrica ou em disco, inserido em um recipiente cilíndrico contendo o fluido do qual se deseja medir a viscosidade. É exercido um torque no elemento rotante para colocá-lo em movimento. Mede-se então o torque necessário para se chegar a uma determinada velocidade de rotação, e este torque é dependente da viscosidade do fluido. A faixa de medição típica vai de 5 a 400000 cP.
Já em viscosímetros do tipo Couette, o recipiente cilíndrico rotaciona a uma determinada velocidade angular enquanto que o cilindro interno é mantido fixo e imerso no fluido. Mede-se a força necessária para manter o cilindro interno parado; a partir da medida desta força, consegue-se determinar a viscosidade do fluido.
Estes viscosímetros são de difícil adaptação ao controle de processos industriais.